# Список супругов монархов Бельгии
В списке перечислены супруги монархов Бельгии — королевы-консорты. С момента вступления мужа на престол им присваивается титул Её Величества, за исключением второй супруги Леопольда III Лилиан Байльс, которой был присвоен титул Её Светлости принцессы де Рети.
| Саксен-Кобург-Готская династия |         |                                       |                                                                                          |                  |                 |                                               |                                |                  |              |             |
| №                              | Портрет | Имя                                   | Отец                                                                                     | Рождение         | Брак            | Королева с                                    | Королева до                    | Смерть           | Супруг       | Источники   |
| 1                              |         | Луиза Мария Орлеанская                | Луи Филипп I (Орлеанский дом)                                                            | 3 апреля 1812    | 9 августа 1832  | 9 августа 1832                                | 11 октября 1850                | 11 октября 1850  | Леопольд I   | [ 1 ]       |
| 2                              |         | Мария Генриетта Габсбург-Лотарингская | Иосиф Австрийский, палатин Венгрии (Габсбурги)                                           | 23 августа 1836  | 22 августа 1853 | 10 декабря 1865 вступление супруга на престол | 19 сентября 1902               | 19 сентября 1902 | Леопольд II  | [ 2 ]       |
| 3                              |         | Бланш Делакруа, баронесса де Воган    | Жюль Делакруа                                                                            | 13 мая 1883      | 12 декабря 1909 | королевой не была                             | королевой не была              | 12 февраля 1948  | Леопольд II  | [ 3 ]       |
| 4                              |         | Елизавета Баварская                   | Карл Теодор Баварский (Виттельсбахи)                                                     | 25 июля 1876     | 2 октября 1900  | 17 декабря 1909 вступление супруга на престол | 17 февраля 1934 смерть супруга | 23 ноября 1965   | Альберт I    |             |
| 5                              |         | Астрид Шведская                       | Карл Шведский, герцог Вестеръётландский (Бернадоты)                                      | 17 ноября 1905   | 4 ноября 1926   | 17 февраля 1934 вступление супруга на престол | 29 августа 1935                | 29 августа 1935  | Леопольд III | [ 4 ]       |
| 6                              |         | Лилиан Байльс, принцесса де Рети      | Генри Байльс                                                                             | 28 ноября 1916   | 6 декабря 1941  | королевой не была                             | королевой не была              | 7 июня 2002      | Леопольд III | [ 5 ]       |
| 7                              |         | Фабиола де Мора-и-Арагон              | Гонсало де Мора-и-Фернандес Риера дель Ольмо, 4-й маркиз де Каса-Риера, 2-й граф де Мора | 11 июня 1928     | 15 декабря 1960 | 15 декабря 1960                               | 31 июля 1993 смерть супруга    | 5 декабря 2014   | Бодуэн I     | [ 6 ] [ 7 ] |
| 8                              |         | Паола Руффо ди Калабриа               | Фулько Руффо ди Колабриа, 6-й герцог Гуардиаломбардский                                  | 11 сентября 1937 | 2 июля 1959     | 9 августа 1993 вступление супруга на престол  | 21 июля 2013 отречение мужа    |                  | Альберт II   | [ 8 ]       |
| 9                              |         | Матильда д’Удекем д’Акоз              | граф Патрик Анри д’Удекем д’Акоз                                                         | 20 января 1973   | 4 декабря 1999  | 21 июля 2013 вступление супруга на престол    |                                |                  | Филипп       | [ 9 ]       |